# 1976 en musique
| \| • Retour à la chronologie générale de la musique populaire • \| |
| XXIe siècle • XXe siècle • XIXe siècle • XVIIIe siècle XVIIe siècle • XVIe siècle • XVe siècle • XIVe siècle XIIIe siècle • XIIe siècle • XIe siècle • Xe siècle IXe siècle • VIIIe siècle • Haut Moyen Âge • Rome • Grèce |
| • Retour à la chronologie générale de la musique populaire • |

| • Retour à la chronologie générale de la musique populaire • |

| Années de la musique populaire : 1973 - 1974 - 1975 - 1976 - 1977 - 1978 - 1979    |
| Décennies de la musique populaire : 1940 - 1950 - 1960 - 1970 - 1980 - 1990 - 2000 |

Cet article présente les faits marquants de l'année 1976 en musique.

## Faits marquants

### En France
- 49 millions de singles[1] et 69 millions d'albums[2] sont vendus en France en 1976.
- Michel Sardou suscite la polémique avec les chansons J'accuse, Le temps des colonies, et surtout Je suis pour.
- Johnny Hallyday présente au Palais des Sports le spectacle Johnny Hallyday Story, où il se produit à guichets fermés durant 35 représentations.
- 21 août 1976 : festival punk de Mont-de-Marsan, premier du genre en Europe, un mois avant celui du 100 Club à Londres.

### Dans le monde
- Premiers succès de Bruce Springsteen (Born to run) et Bonnie Tyler (Lost in France).

## Disques sortis en 1976
- Albums sortis en 1976
- Singles sortis en 1976

## Succès de l'année en France (singles)

### Chansons classées Numéro 1
Cette liste présente, par ordre chronologique, tous les titres s'étant classés à la première place des ventes durant l'année 1976.
- Michel Sardou : Le France
- Nicolas Peyrac : Et mon père
- Enrico Macias : Malheur à celui qui blesse un enfant
- Dalida : J'attendrai
- Sylvie Vartan : Qu'est-ce qui fait pleurer les blondes ?
- Johnny Hallyday : Requiem pour un fou
- Jeane Manson : Avant de nous dire adieu
- Brotherhood of Man : Save Your Kisses for Me
- Monty & les Supporters : Allez les Verts !
- Michel Sardou : Je vais t'aimer
- Johnny Hallyday  : Derrière l'amour
- Jeanette : Porque te vas
- Boney M. : Daddy Cool

### Chansons francophones
Cette liste présente, par ordre alphabétique, tous les titres francophones s'étant classés parmi les 10 premières places des ventes hebdomadaires durant l'année 1976.
- Alain Souchon : Bidon
- Annie Cordy : Frida oum papa
- C. Jérôme : Cindy
- Carlos : Le Bougalou du loup-garou
- Catherine Ferry : Un, deux, trois
- Claude François : Cette année-là
- Claude François : Le vagabond
- Dalida : J'attendrai
- Daniel Guichard : Je t’aime, tu vois
- Dave : Du côté de chez Swann
- Dave : Hurlevent
- Dave : La décision
- Élisabeth Jérôme : Maladie d’amour
- Enrico Macias : Malheur à celui qui blesse un enfant
- Eve Brenner : Le matin sur la rivière
- Frédéric François : Chicago
- Frédéric François : Jolie Milady
- Frédéric François : Fanny Fanny
- Gérard Lenorman : Michèle
- Gérard Lenorman : Gentil dauphin triste
- Gérard Lenorman : Voici les clés
- Il était une fois : Viens faire un tour sous la pluie
- Jeane Manson : Avant de nous dire adieu
- Jeane Manson : Une femme
- Joe Dassin : Ça va pas changer le monde
- Joe Dassin : Il était une fois nous deux
- Johnny Hallyday : Requiem pour un fou
- Johnny Hallyday : Derrière l'amour
- Johnny Hallyday : Gabrielle
- Martin Circus : Bye bye Cherry
- Michel Fugain : Le printemps
- Michel Sardou : Le France
- Michel Sardou : Je vais t'aimer
- Michel Sardou : La vieille
- Mireille Mathieu : Ma mélodie d'amour
- Monty & les Supporters : Allez les Verts !
- Mort Shuman : Papa-Tango-Charly
- Nestor : A la pêche aux moules
- Nicolas Peyrac : Et mon père
- Pierre Péchin : La cèggal è la foormi
- Ringo : Les oiseaux de Thaïlande
- Romina Power & Al Bano : T’aimer encore une fois
- Sacha Distel : Le père de Sylvia
- Shake : You Know I Love You (Tu sais je t'aime)
- Sheila : Quel tempérament de feu
- Sheila : Un prince en exil
- Sheila : Patrick, mon chéri
- Sheila : Les femmes
- Shuky & Aviva : Je t’aime un peu trop
- Shuky & Aviva : Viens que je t’embrasse
- Sylvie Vartan : Qu'est-ce qui fait pleurer les blondes ?
- Sylvie Vartan : Ta sorcière bien-aimée

### Chansons non francophones
Cette liste présente, par ordre alphabétique, tous les titres non francophones s'étant classés parmi les 10 premières places des ventes hebdomadaires durant l'année 1976.
- ABBA : Fernando
- ABBA : Dancing Queen
- ABBA : Money, Money, Money
- Adriano Celentano : Svalutation
- Afric Simone : Ramaya
- Afric Simone : Hafanana
- Boney M : Daddy Cool
- Brotherhood of Man : Kiss me, kiss your baby
- Brotherhood of Man : Save Your Kisses for Me
- Chicago : If You Leave Me Now
- Elton John & Kiki Dee : Don’t go breaking my heart
- Jean-Claude Borelly : Dolannes mélodie
- Jean-Claude Borelly : Le concerto de la mer
- Jeanette : Porque te vas
- Jesse Green : Nice and Slow
- Kelly Marie : Who’s that lady with my man ?
- Kraftwerk : Radioactivity
- Mort Shuman : Sorrow
- Pratt & McLain : Happy days
- Roger Glover : Love Is All
- The Manhattan Transfer : Chanson d’amour
- The Rubettes : Allez oop

## Succès de l'année en France (albums)
Cette liste présente, par ordre alphabétique, les albums sortis en 1976 ayant obtenu une certification Platine ou Diamant en France.

### Disques de diamant (plus d'un million de ventes)
- Eagles : Hotel California

### Disques de platine (plus de300 000 ventes)
- David Bowie : Changesonebowie
- Georges Brassens : Don Juan
- Johnny Hallyday : Derrière l’amour
- Johnny Hallyday : Palais des sports 76
- Véronique Sanson : Vancouver

## Succès internationaux de l’année
Cette liste présente, par ordre alphabétique, les trente titres et albums ayant eu le plus de succès dans les charts internationaux en 1976,.

### Singles
- ABBA : Dancing Queen
- ABBA : Fernando
- ABBA : Money, Money, Money
- ABBA : Mamma Mia
- Bee Gees : You Should Be Dancing
- Bellamy Brothers : Let your love flow
- Boney M : Daddy Cool
- Boston : More Than a Feeling
- Brotherhood of Man : Save Your Kisses for Me
- Chicago : If You Leave Me Now
- C.W. McCall : Convoy
- Diana Ross : Theme from Mahogany (Do You Know Where You're Going To)
- Donna Summer : Love to Love You Baby
- Electric Light Orchestra : Livin' Thing
- Elton John & Kiki Dee : Don't Go Breaking My Heart
- Hot Chocolate : You Sexy Thing
- KC & The Sunshine Band : (Shake, Shake, Shake) Shake Your Booty
- Nazareth : Love Hurts
- Paul Simon : 50 Ways to Leave Your Lover
- Peter Frampton : Show Me the Way
- Pussycat : Mississippi
- Queen : Bohemian Rhapsody
- Rick Dees : Disco duck
- Rod Stewart : Tonight's the Night (Gonna Be Alright)
- Starland Vocal Band : Afternoon delight
- The Four Seasons : December, 1963 (Oh, What a Night)
- The Manhattans : Kiss & say goodbye
- Walter Murphy : A fifth of Beethoven
- Wild Cherry : Play That Funky Music
- Wings : Silly Love Songs

### Albums
- ABBA : Arrival
- ABBA : The Best of
- ABBA : Greatest hits
- Bob Dylan : Desire
- Bob Marley : Rastaman Vibration
- Boston : Boston
- Boz Scaggs : Silk degrees
- Chicago : Chicago X
- David Bowie : Station to Station
- Donna Summer : Love to love you baby
- Eagles : Hotel California
- Eagles : Their Greatest Hits (1971–1975)
- Electric Light Orchestra : A New World Record
- Elton John : Blue Moves
- Elvis Presley : The Sun Sessions
- George Benson : Breezin'
- Jackson Browne : The Pretender
- Led Zeppelin : Presence
- Led Zeppelin : The Song Remains the Same
- Neil Diamond : Beautiful noise
- Peter Frampton : Frampton Comes Alive!
- Rod Stewart : A Night on the Town
- Rush : 2112
- Santana : Amigos
- Steve Miller Band : Fly like an eagle
- Stevie Wonder : Songs in the Key of Life
- The Beatles : Rock 'n' Roll Music
- The Ramones : The Ramones
- The Rolling Stones : Black & Blue
- Wings : Wings at the Speed of Sound

## Récompenses
- États-Unis : 19e cérémonie des Grammy Awards
- États-Unis : American Music Awards 1976 (en)
- Europe : Concours Eurovision de la chanson 1976

## Formations de groupes
- Groupe de musique formé en 1976

## Naissances
- 21 janvier : Emma Bunton, chanteuse britannique du groupe Spice Girls
- 4 février : Cam'ron, rappeur américain
- 28 février : Ja Rule, rappeur américain
- 10 mars : Ane Brun, autrice-compositrice-interprète norvégienne
- 16 mars : Blu Cantrell, chanteuse américaine
- 19 octobre : Joseph Duplantier, chanteur-guitariste et cofondateur du groupe de death metal français Gojira.
- 3 novembre : Jake Shimabukuro, musicien américain de ukulélé.
- 22 novembre : Ville Valo, chanteur du groupe de Love Metal HIM.
- 25 août : Christophe Petit, dit Christophe Mali auteur-compositeur-interprète français, membre du groupe Tryo.
- 9 décembre : Booba, rappeur français
- 25 décembre : Tuomas Holopainen, compositeur finlandais et cofondateur du groupe de metal symphonique Nightwish.

## Décès
- 10 janvier : Howlin' Wolf, chanteur et guitariste de blues américain.
- 31 janvier : Fernand Sardou, chanteur et acteur français.
- 19 mars : Paul Kossoff, guitariste du groupe Free.
- 9 avril : Phil Ochs, chanteur folk.
- 14 mai : Keith Relf, chanteur et harmoniciste du groupe The Yardbirds.
- 4 décembre : Tommy Bolin, ancien guitariste du groupe Deep Purple.